# Benno von Dreßler
Louis Benno Emil Dreßler, ab 1887 von Dreßler (* 31. Oktober 1842 auf dem Rittergut Schreitlaugken bei Tilsit; † 11. September 1896 ebenda) war ein deutscher Rittergutsbesitzer, Parlamentarier und Rittmeister.

## Herkunft
Benno war der Sohn des Herr auf Schreitlaugken, Julius Dreßler (1804–1864) und dessen Ehefrau Jenny, geborene Sperber (1814–1883).

## Leben
Dreßler studierte an der Ruprecht-Karls-Universität Heidelberg. 1864 wurde er Mitglied des Corps Saxo-Borussia Heidelberg. Nach dem Studium wurde er Besitzer des Rittergutes Schreitlaugken bei Tilsit. Von 1885 bis zu seinem Tod 1896 gehörte Dreßler dem Preußischen Herrenhaus an. Seine Erhebung in den erblichen preußischen Adelsstand erfolgte am 4. September 1887.

## Familie
Er heiratete am 11. August 1877 Anna von Sanden (1849–1904). Das Paar hatte mehrere Kinder:
- Maria Jenny Mathilde (* 1879)
- Anna Magdalene Elma (* 1880) ⚭ Joseph Speck von Sternburg, preußischer Oberförster
- Madlene Martha Olga (* 1881)
- Walter Julius Bernhard Traugott (* 1883), preußischer Forstassessor ⚭ Karola Riebel
- Konrad Arnhold Albert Helfegott (1885–1955) ⚭ 1914 Ursula Klara Julie Mathilde von Sanden (* 1892)
- Margarethe Emme Mathilde Gottraute (* 1887) ⚭ Gustav von Goßler
- Louise Antonie Helene Gottehre (* 1890)

## Leben
- Marcelli Janecki: Handbuch des preußischen Adels. Band 1, S. 114 f.